# Ölmühle

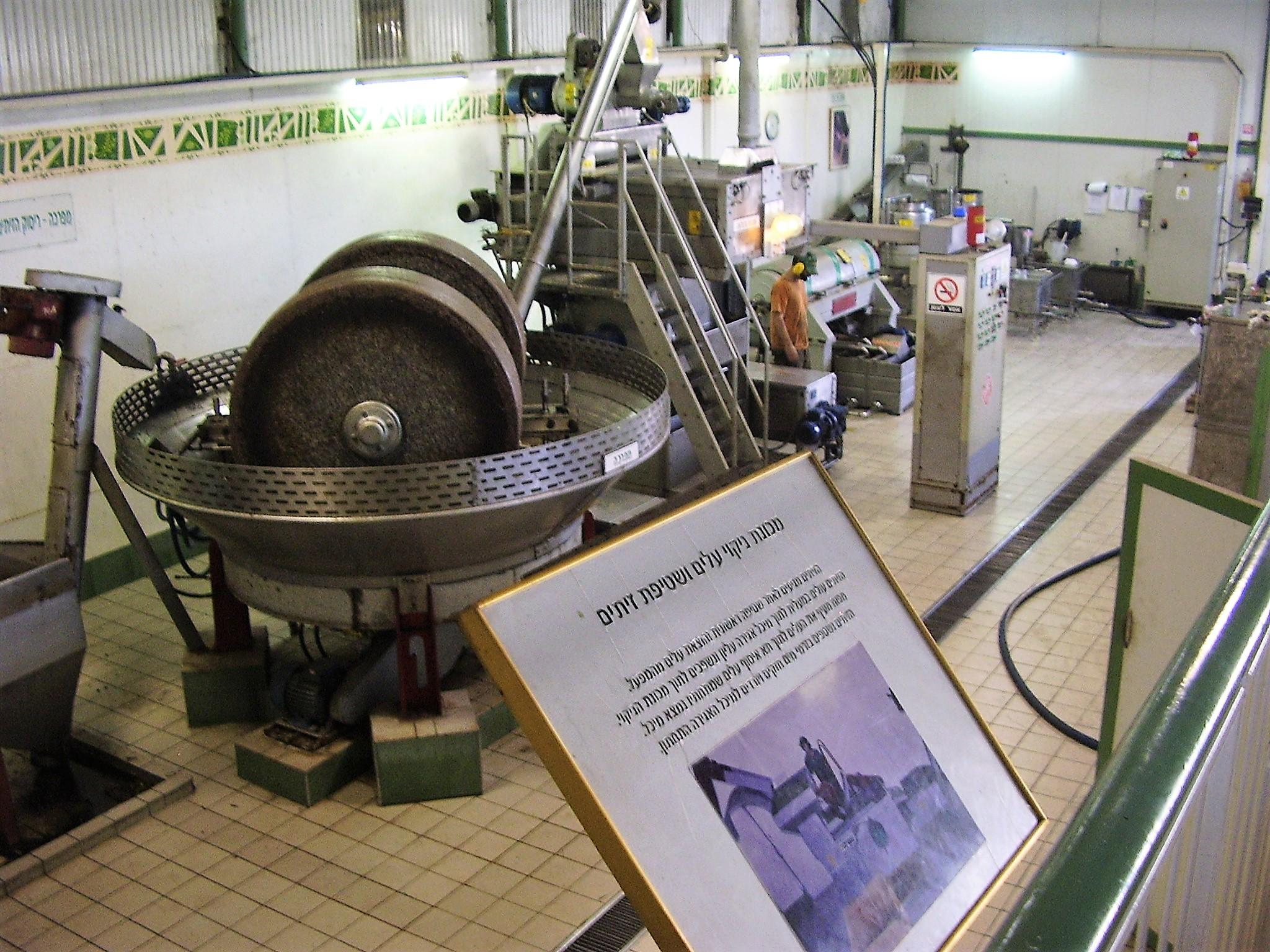
Olivenölmühle in Bnei Darom (Israel)

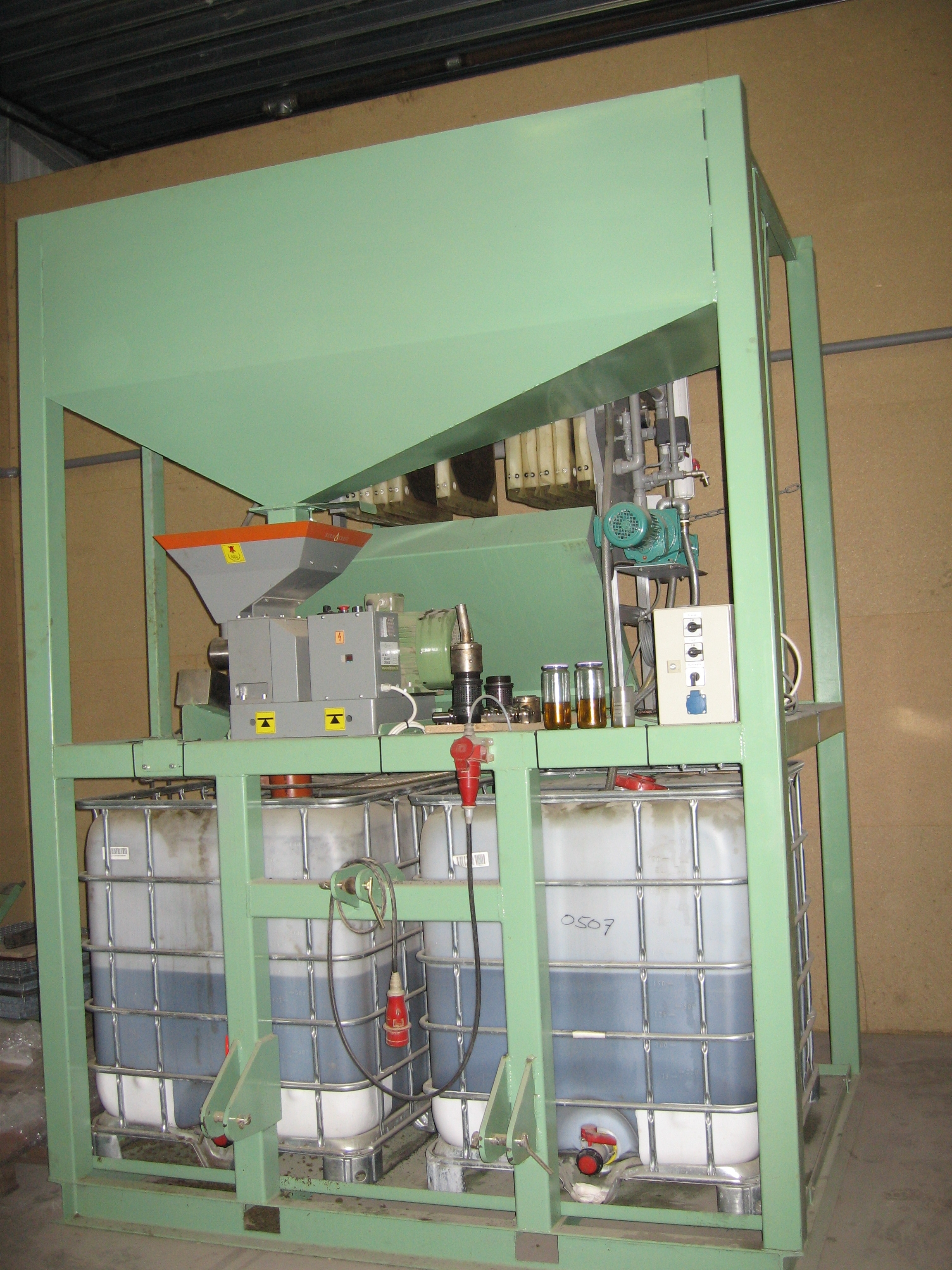
Transportable dezentrale Ölpresse

Eine Ölmühle ist die Produktionseinrichtung zur Herstellung von Pflanzenölen aus Ölsaaten und -früchten. Bei den Rohstoffen wird unterschieden zwischen Ölpflanzen, bei denen das Fruchtfleisch genutzt wird (wie Olivenbaum, Ölpalme) und Ölfrüchten, bei denen die Samen genutzt werden (Soja, Sonnenblumen, Raps).
Ölmühlen verarbeiten die Rohstoffe zu Ölen und Fetten sowie Ölschroten (Presskuchen). Verwendet werden die Pflanzenöle als Lebens- und Futtermittel wie auch im technischen Bereich (Oleochemie, Biokraftstoffe).

## Zentrale und dezentrale Ölmühlen
Pflanzenöle werden durch das Auspressen von Pflanzenteilen gewonnen. Produziert wird das Pflanzenöl in zentralen oder dezentralen Ölmühlen. Zentrale industrielle Ölmühlen verarbeiten bis zu 4000 t Ölsaat pro Tag in Verfahren der Heißpressung und häufig einer anschließenden Extraktion mit Lösungsmitteln.
Die tägliche Verarbeitungskapazität dezentraler Ölmühlen liegt zwischen 0,5 t bis 25 t Ölsaat. Die Saat wird häufig kalt gepresst, dabei entsteht natives Pflanzenöl. Die Ölausbeute der in der Regel im landwirtschaftlichen Umfeld arbeitenden Einrichtungen ist geringer, bei höheren Restfettgehalten im Presskuchen.

## Verfahren

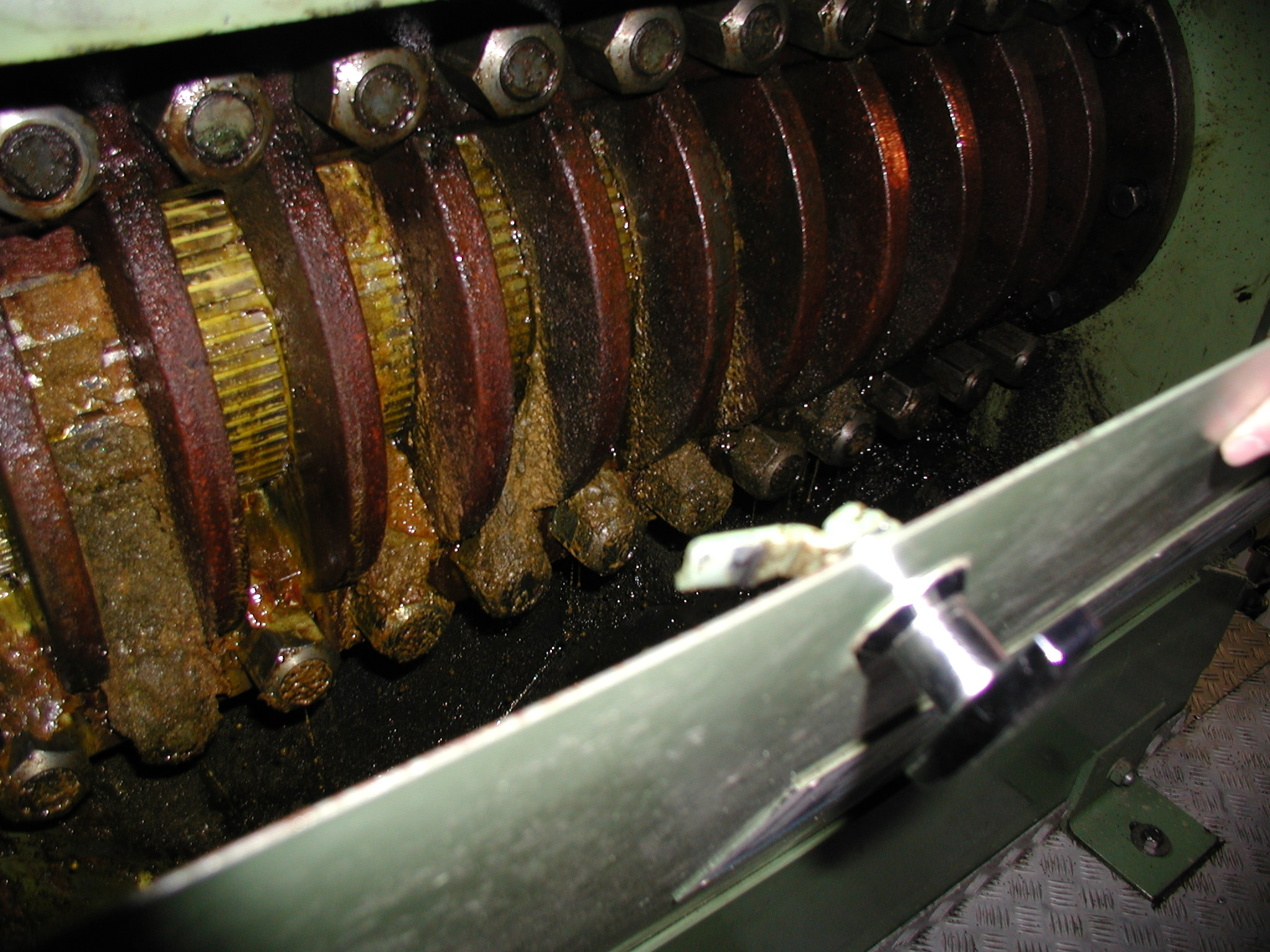
Blick in die geöffnete Seiherstab-Schneckenpresse einer dezentralen Ölmühle. Das Öl tritt zwischen den Stäben aus.

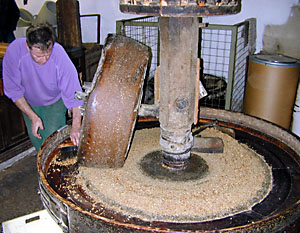
Quetschen von Walnüssen im Kollergang

Die Produktionsprozesse der zentralen und der dezentralen Ölgewinnung unterscheiden sich wesentlich, sowohl technisch, wie auch im Einfluss auf die Eigenschaften des Endprodukts. Vereinfacht ausgedrückt ist der Verarbeitungsgrad bei der industriellen Produktion deutlich höher.
In der Regel besteht der erste Verarbeitungsschritt in der Pressung des Rohprodukts.
Um chemische Veränderungen des Öls zu vermeiden, sollte die Temperatur des Öls dabei möglichst niedrig bleiben (Kaltpressung). Bei handwerklich arbeitenden Mühlen wird das gewonnene trübe Öl entweder unmittelbar nach der Pressung zum Verkauf als Truböl abgefüllt oder zunächst noch durch Filtration oder Sedimentation geklärt.
Die Pressung wird heute in größeren Betrieben überwiegend in (Seiher-)Schneckenpressen ausgeführt. In kleinerem Maßstab kommen Zylinderloch-Schneckenpressen (bis ca. 70 kg Saaten/ Stunde) und teilweise Kolbenpressen (Zylinderpressen) zum Einsatz. In Schneckenpressen werden die Saaten ähnlich wie im Fleischwolf durch eine Schnecke (Spindel) in einem Zylinder transportiert und komprimiert. Durch eine trichterförmige Öffnung tritt der Presskuchen aus.
Zur Erhöhung der Ausbeute wird das nach der Pressung im Presskuchen verbleibende Öl anschließend meist mithilfe von chemischen Lösungsmitteln extrahiert.
Extraktion
Bei diesem Verfahren wird das Pflanzenöl mit Lösungsmitteln (heute meist Hexan) aus dem zerkleinerten Rohstoff oder dem Presskuchen herausgelöst. Das „Miscella“ genannte Gemisch aus Lösungsmittel und Öl wird durch Destillation wieder vom Lösemittel befreit. Das zurück gewonnene Lösungsmittel wird dem Extraktionsprozess wieder zugeführt.
Zentrifugation
Besonders bei der Herstellung von Olivenöl wird ein Zentrifugationsverfahren eingesetzt. Der unter Umständen mit Wasser versetzte und erwärmte Brei wird hier bei etwa 20.000 Umdrehungen pro Minute zentrifugiert.

### Reinigung
Nach der Pressung ist das Öl noch sehr stark mit Press-Sedimenten verunreinigt. Deshalb wird es bis zur Filterung im Trubölbehälter zwischengelagert. Hier kommt dann in der Regel ein Rührwerk zum Einsatz, welches die Sedimente in der Schwebe hält, bevor die Ölreinigung stattfindet. Die Ölreinigung erfolgt durch Filterung und/oder Sedimentation.
Bei der Filterung kommen die Kammerfilterpresse, die kuchenbildende Filtration und Beutelfilter zum Einsatz. Vor allem als nachgelagerte Sicherheits- oder Polizeifilter werden Kerzenfilter genutzt. Damit wird gewährleistet, dass im Öl keine Verunreinigungen mehr enthalten sind, bevor das Produkt die Ölmühle verlässt.
Bei der Sedimentation, die bei kleineren Ölproduktionsanlagen angewandt wird, dient anstelle einer äußeren Energiezufuhr (z. B. zum Antrieb einer Druckpumpe) das Erdschwerefeld zur Reinigung des Truböls von den Sedimenten. Dabei wird das ausgepresste Öl in ein Behältnis gegeben, in dem es bis zu mehreren Wochen verharrt, während die schwereren Sedimente durch die Erdanziehung langsam zu Boden sinken. Nach der Sedimentation wird das gereinigte Öl langsam aus dem Behältnis entnommen, so dass die abgesenkten Partikel im Sedimentationsbehältnis verbleiben. Anschließend wird das Öl durch einen Sicherheitsfilter geleitet und im Reinöl-Tank gelagert. Neuere Sedimentationsverfahren laufen kontinuierlich ab. Dabei fließt das zu reinigende Truböl über ein Röhrensystem durch nacheinander geschaltete Behältnisse.

### Lagerung
Trocknung und Reinigung der Ölsaaten spielen bei kleineren Ölmühlen eine besondere Rolle, da Verunreinigungen oder Pilzbefall die Qualität des naturbelassenen Öls stark mindern und nicht in dem Maße durch nachfolgende Raffination ausgeglichen werden können, wie es bei der industriellen Verarbeitung möglich ist. Zudem fallen einzelne Chargen mit schlechter Qualität stärker ins Gewicht.
Bei Rapssaat sollte die Restfeuchte weniger als 9 Prozent betragen. Verunreinigungen durch Unkrautsamen (Fremdbesatz) oder schlecht gereinigte Transportfahrzeuge sollten vermieden werden.
Entnommen werden die Saaten beispielsweise über Förderschnecken.
Die Reinöl-Lagerung soll möglichst kühl und dunkel erfolgen. Insofern ist es sinnvoll, die Lager in Hallen oder unterirdisch zu installieren. Als Material für die Reinöl-Lagerung kommen häufig Tanks aus Edelstahl zum Einsatz. Die Lagertanks sollten möglichst einfach zu reinigen und vor dem Eintrag von Kondenswasser geschützt sein.
Die sachgerechte Lagerung des Presskuchens ist entscheidend, um dessen Qualität zu erhalten. Bei der Produktion entwickelt der Presskuchen eine hohe Temperatur und hat noch einen hohen Anteil an Wasserdampf. Um den Wassergehalt zu senken, ist bei längerfristiger Lagerung eine Kühlung und Belüftung wichtig.

## Rohstoffe und verwendete Produkte
Viele verschiedene Ölfrüchte und -pflanzen werden in dezentralen Ölmühlen verarbeitet. Dabei sind folgende Nutzungsarten von Bedeutung:
- Pflanzenöle als Nahrungsmittel (Speiseöl, Grundstoff für viele weitere Nahrungsmittel)
- Pflanzenöle als Energieträger und nachwachsende Rohstoffe (Biokraftstoff, Wärmeerzeugung, bio-basierte Kunststoffe, Grundstoff für die Kosmetikindustrie)
- Presskuchen als Koppelprodukt bei der Ölgewinnung (hochwertiges eiweiß- und fettreiches Futtermittel, Brennstoff und Substrat für die Biogaserzeugung).

Für den Bereich Speiseöl gibt es viele regionale bzw. traditionelle Spezialitäten, die meistens regional oder direkt vermarktet werden. Die in den letzten Jahren in Deutschland entstandenen dezentralen Ölmühlen verarbeiten überwiegend Rapssaat.

## Rohstoffe
Als Rohstoffe werden die Samen oder auch das Fruchtfleisch von Pflanzen verwendet. Weltweit gibt es viele Tausend Ölpflanzen, die als Rohstofflieferanten genutzt werden könnten. Von Ölmühlen in Europa werden mengenmäßig vor allem die Ölsaaten von Raps, Soja, Sonnenblume, Mais und Baumwolle verarbeitet, daneben unter anderem Oliven, diverse Nüsse, Färberdistel, Traubenkerne und traditionell auch Leinsamen. Weltweit haben zudem die Ölpalme zur Erzeugung von Palmöl und Palmkernöl sowie die Kokospalme (Kokosfett) große Bedeutung.

## Wirtschaftliche Bedeutung
In Deutschland gibt es etwa 20 große Ölmühlen, zur effizienten Rohstoffversorgung häufig an Wasserstraßen gelegen und eingebunden in nationale oder internationale Konzerne. Die zentralen Ölmühlen verarbeiten neben heimischen Produkten auch importierte Saaten, vor allem Sojasaat. Angebot und Nachfrage an der Warenterminbörse in Chicago bestimmen in der Regel die weltweite Preisgestaltung.
In Deutschland sind seit den 1990er Jahren viele dezentrale Ölmühlen entstanden, zu deren Merkmalen kürzere Transportwege für Saaten und Fertigprodukte gehören. Für die dezentralen Ölmühlen ist neben der Vermarktung des Pflanzenöls auch das Koppelprodukt Presskuchen von wirtschaftlicher Bedeutung.
Nach Angabe des Technologie- und Förderzentrums Straubing waren im Jahr 1999 ca.
79 dezentrale Ölmühlen bekannt, im Frühjahr 2004 dagegen mindestens 219 Anlagen. Im Jahr 2008 sind etwa 600 Anlagen in Betrieb. Der Zuwachs dieser dezentralen Ölmühlen ist im Wesentlichen im Kontext der Erzeugung regenerativer Energieträger, insbesondere der Biokraftstoffe entstanden.
Viele dezentrale Mühlen sind direkt in landwirtschaftliche Betriebe eingebunden, die durch die Erzeugung von Biokraftstoffen ein weiteres wirtschaftliches Standbein hinzugewinnen.
Die politischen Rahmenbedingungen tragen wesentlich dazu bei, ob dezentrale Ölmühlen eine längerfristige wirtschaftliche Perspektive gegeben ist.
Der überwiegende Teil der Produktion sowohl in zentralen als auch in dezentralen Anlagen dient aktuell der Kraftstoffproduktion. Biodiesel und Pflanzenöl-Kraftstoff (PÖL) werden beide überwiegend aus Rapssaat hergestellt. Daneben werden auch Speiseöle und Futteröle sowie Schmierstoffe und Trennmittel produziert. Bei Erzeugnissen aus zentralen Ölmühlen handelt es sich in der Regel um vollraffinierte Pflanzenöle, während in handwerklich arbeitenden kleineren Anlagen durch schonende Ölsaatenverarbeitung sogenannte kaltgepresste Pflanzenöle hergestellt werden, die keine Raffinationsschritte durchlaufen.
Bei der Verbrennung von Pflanzenöl wird theoretisch nur so viel CO2 emittiert, wie beim Aufwachsen der Pflanze gebunden wurde.

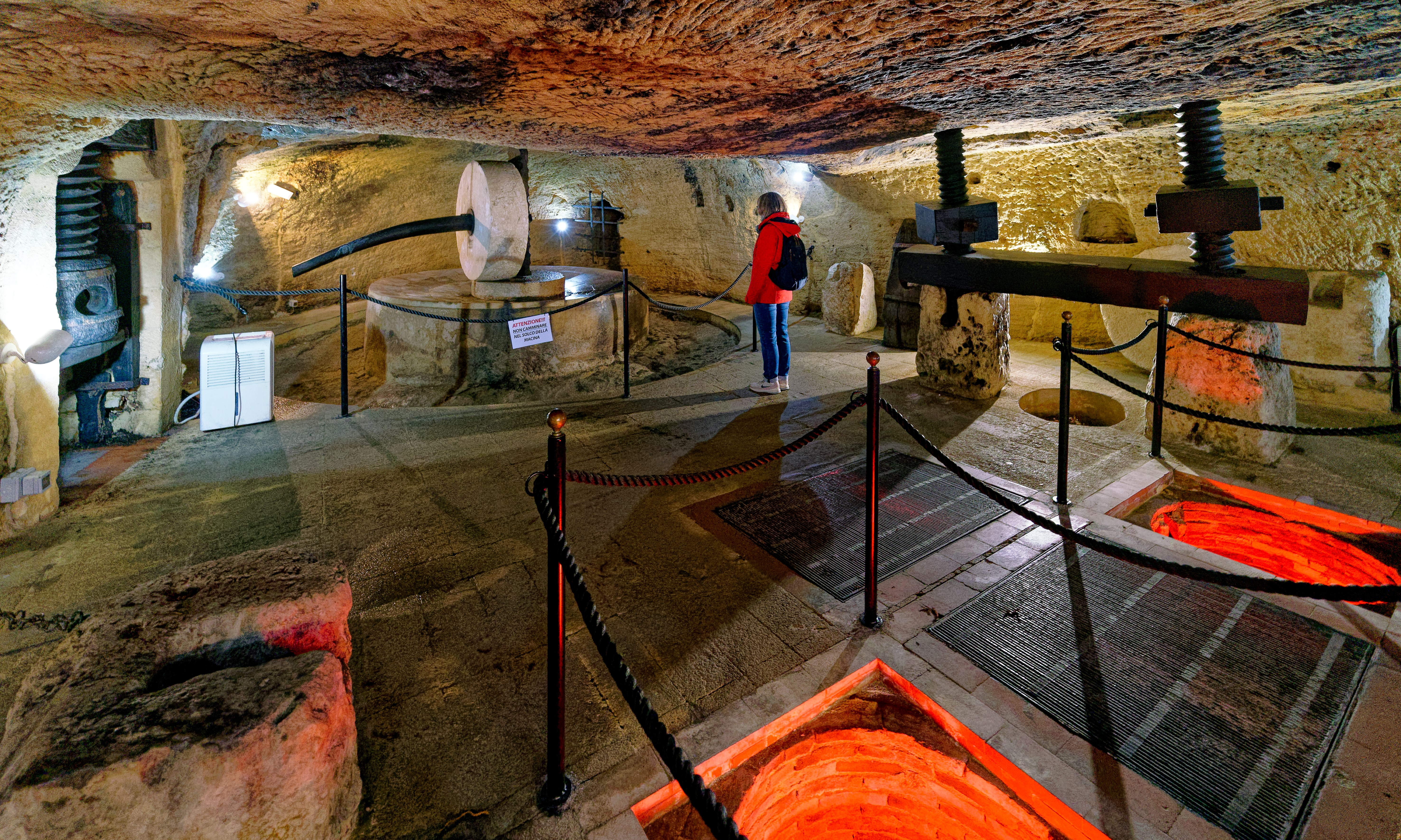
Historische Mühle für Lampenöl in Gallipoli.

## Geschichte

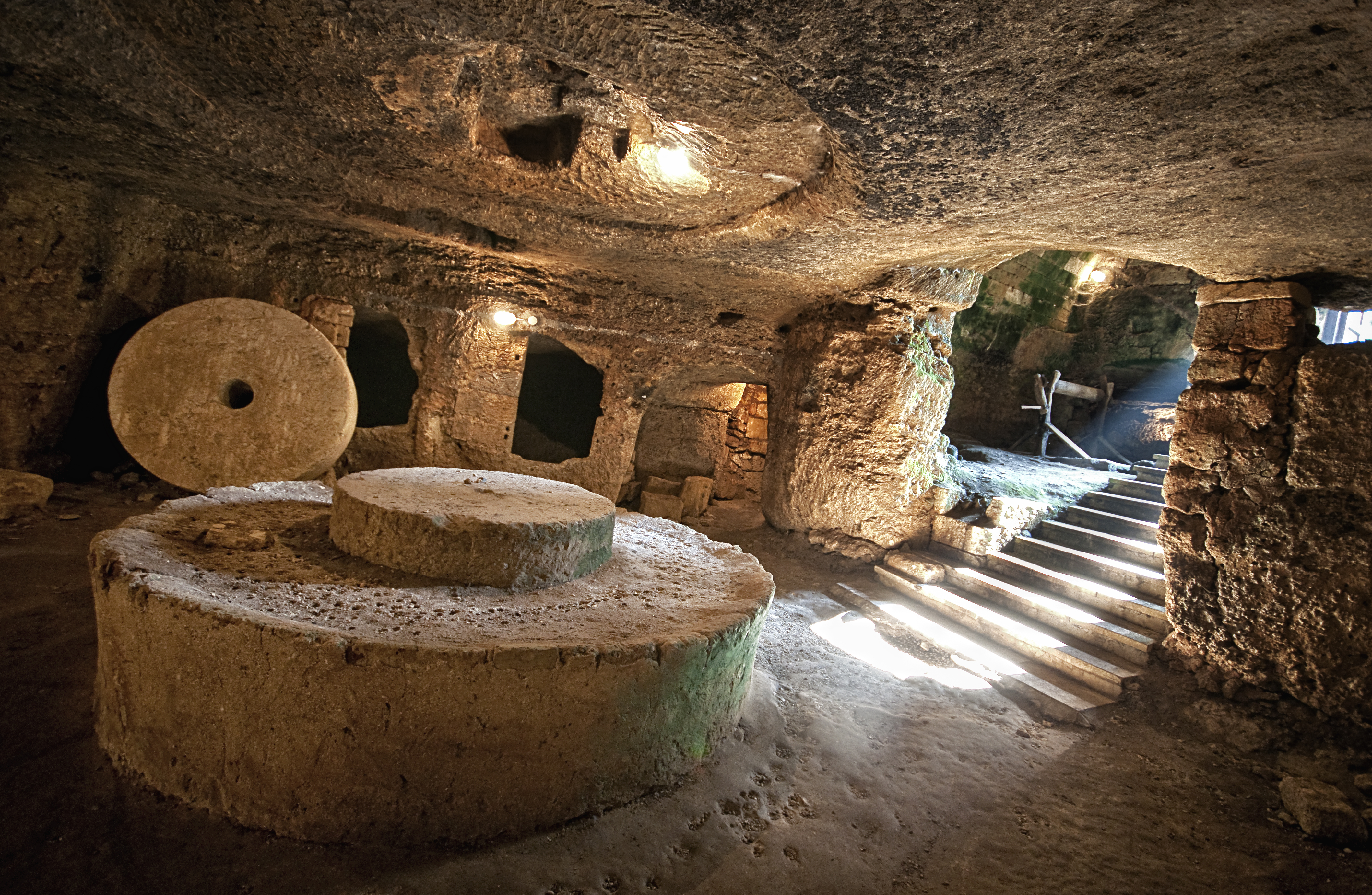
Ölmühle in einem unterirdischen Gewölbe (Hypogäum) der Abtei Santa Maria di Cerrate, Apulien

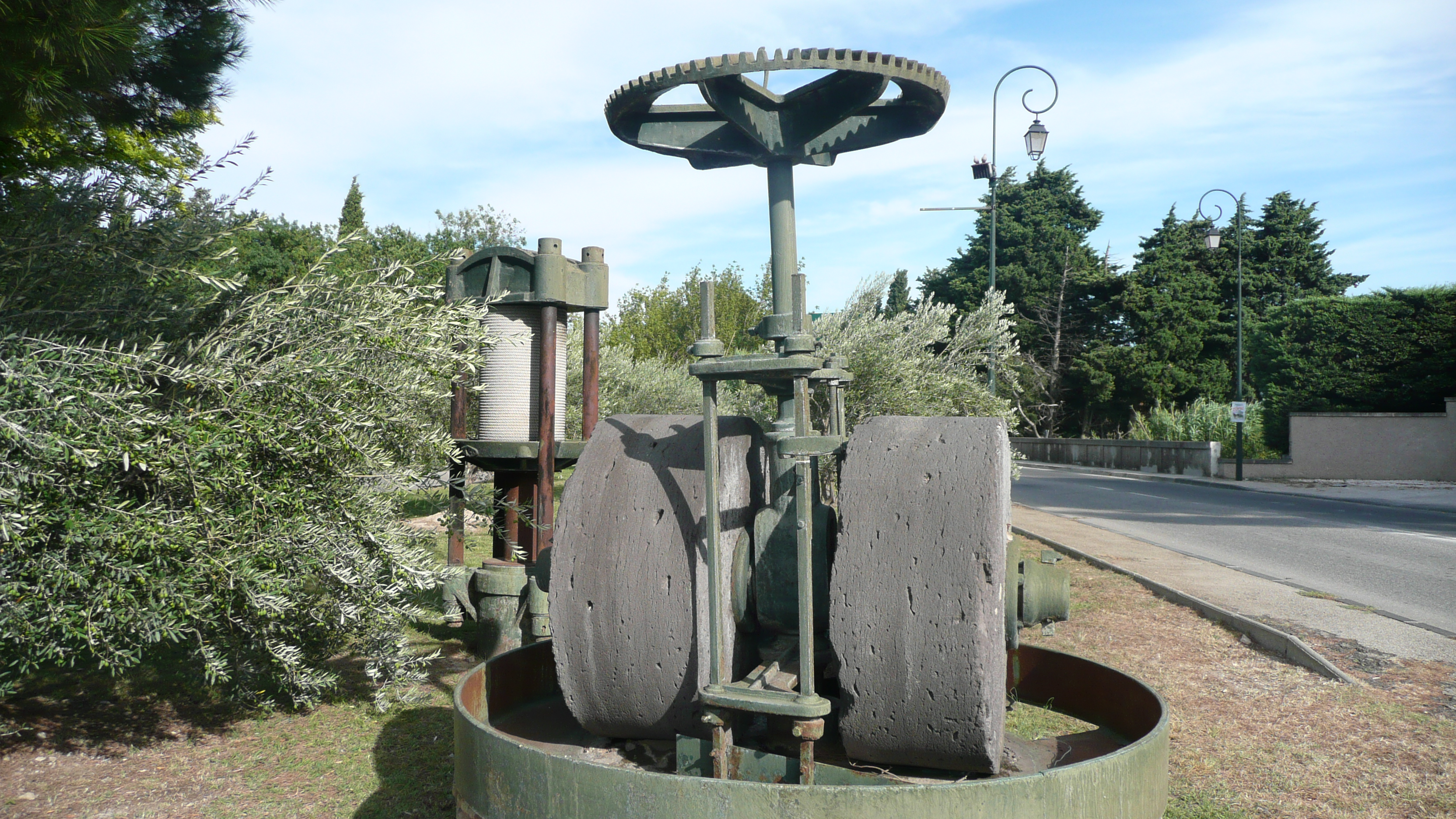
Alte Olivenölmühle in Mouriès (Südfrankreich)

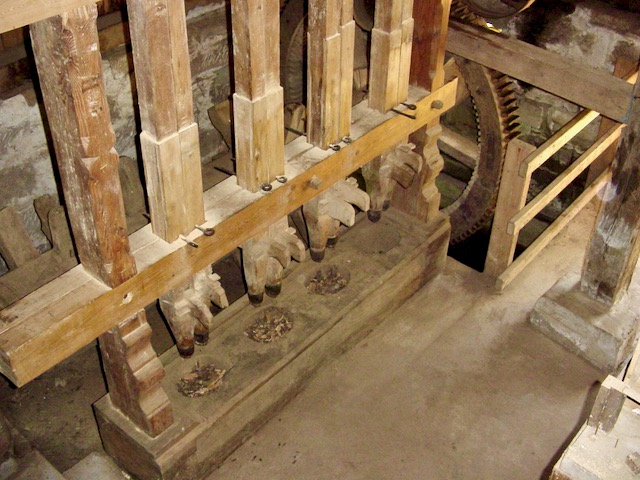
Historisches Stampfwerk der Ölmühle in der Brandhöfer Mühle bei Gschwend

Ölmühlen sind mindestens seit der griechischen Antike bekannt. Zahlreiche Mühlen wurden in Olynth gefunden, die Stadt wurde jedoch 348 v. Chr. zerstört.
Im 19. Jahrhundert gab es in Deutschland 4000 Ölmühlen. Mit Beginn der Industrialisierung im 19. Jahrhundert begann auch eine Zentralisierung in diesem Bereich. Durch den Überseehandel, teilweise auch durch die Ausbeutung von Kolonialgebieten in Ländern Afrikas wurden in großen Mengen Palmkerne und Erdnüsse nach Europa importiert und Öl aus ihnen gepresst.
Im industriellen Betrieb wurden in der 2. Hälfte des 19. Jahrhunderts die traditionellen Spindelpressen zunächst durch die Kolbenpressen und schließlich durch Schneckenpressen ersetzt. Um 1900 kamen Seiher-Schneckenpressen auf, die heute überwiegend eingesetzt werden.
Durch das steigende Interesse an naturbelassenen kaltgepressten Ölen entstanden seit Beginn der 1990er Jahre wieder mehr kleine, handwerklich arbeitende Ölmühlen. Eine der ältesten, noch produzierenden Ölmühlen ist die 1650 gegründete, heute unter Denkmalschutz stehende, Leinölmühle (Braun Mühle) in Pfaffroda.
Mindestens zehn der großen Ölmühlen sind Tochterunternehmen internationaler Großunternehmen wie etwa Bunge Limited, Cargill oder Archer Daniels Midland. Mehr als die Hälfte der dezentralen Ölmühlen befinden sich in Süddeutschland, insbesondere in Bayern.

## Historische Ölmühlen

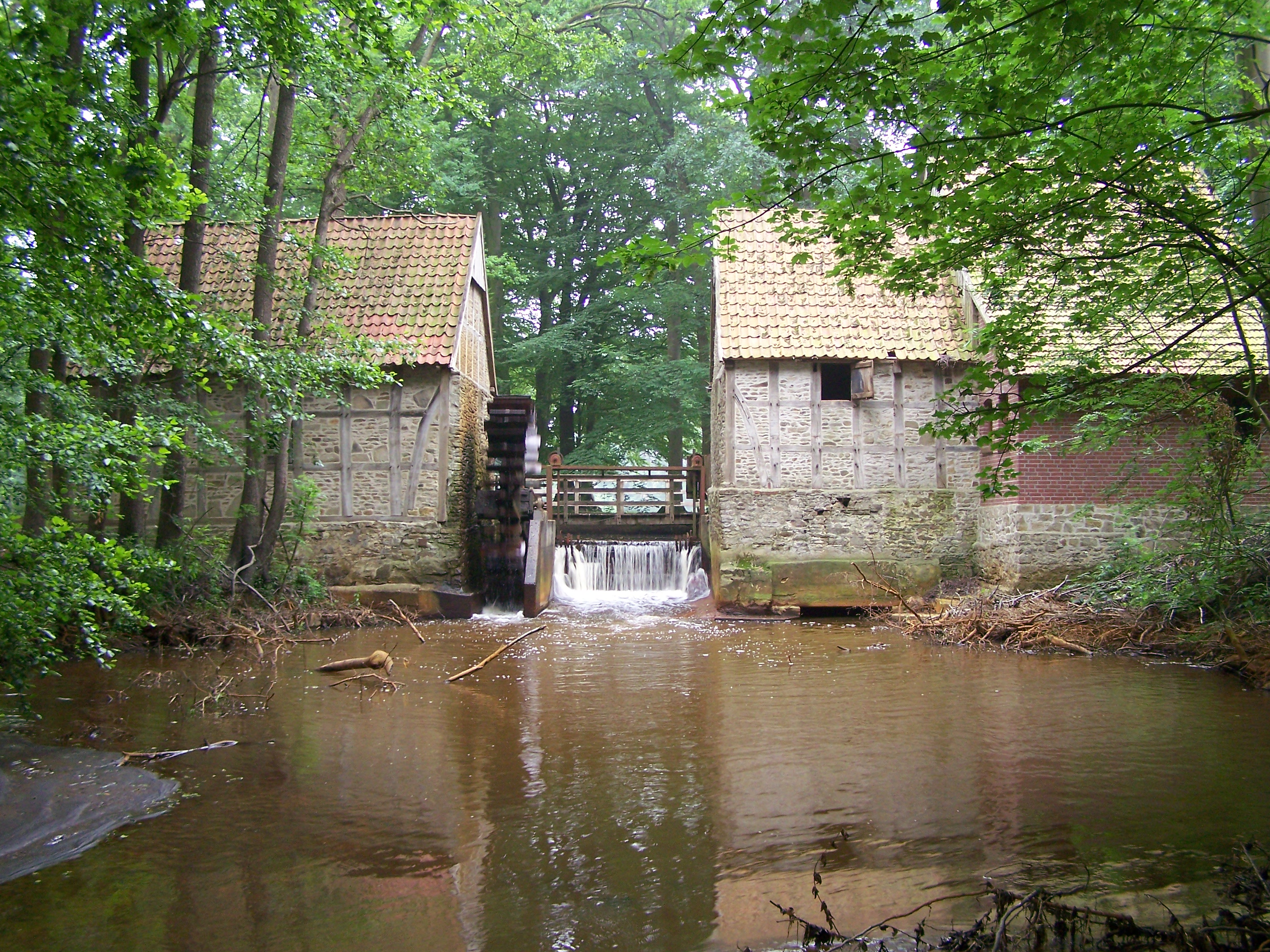
Ölmühle Halverde

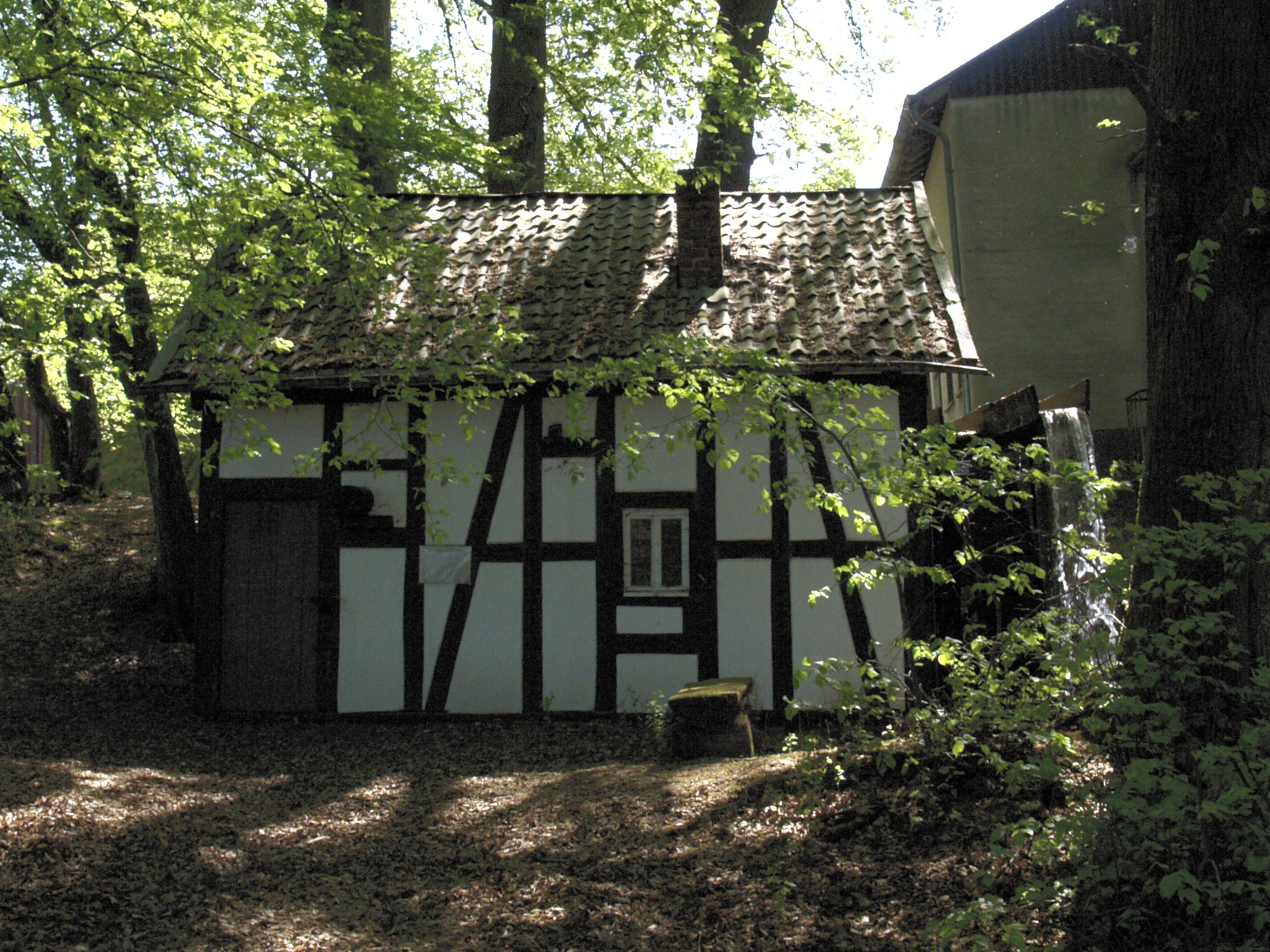
Historische Ölmühle in Oberdreis

Die Ölmühle Berschweiler und die Brandhöfer Mühle bei Gschwend sind historische Ölmühlen, die nicht mehr in Betrieb sind, deren ursprüngliche Technik jedoch vollständig erhalten ist.
Traditionelle Ölmühlen waren im deutschsprachigen Bereich ursprünglich Wassermühlen. Sie bestanden aus einem Samenstampfwerk, einem Röstkessel und einer sogenannten Schlägel-Keilpresse. Der Prozess der Ölgewinnung wurde als Ölschlagen bezeichnet. Der Ölmüller wurde vielfach Ölschläger genannt.
Diverse Ölmühlen finden sich in Freilichtmuseen, so beispielsweise im Vogtsbauernhof (Schwarzwald), in Fürth im Ostertal (Ölmühle Wern) und im Roscheider Hof (Obermosel). Die Herzsche Ölmühle in Wittenberge an der Elbe, 1823 gegründet und 1856 um den Speicher erweitert, bildet heute die Kulisse der Elblandfestspiele Wittenberge. In der Ölmühle Tiengen wird im Rahmen von Vorführungen der historische Herstellungsablauf gezeigt.
Seit 1923 ist die denkmalgeschützte Ölmühle der Essig- & Senffabrik Ph. Leman GmbH ununterbrochen in Betrieb. Früher wurden hier neben Senfsaaten und Raps vor allem Bucheckern gepresst.

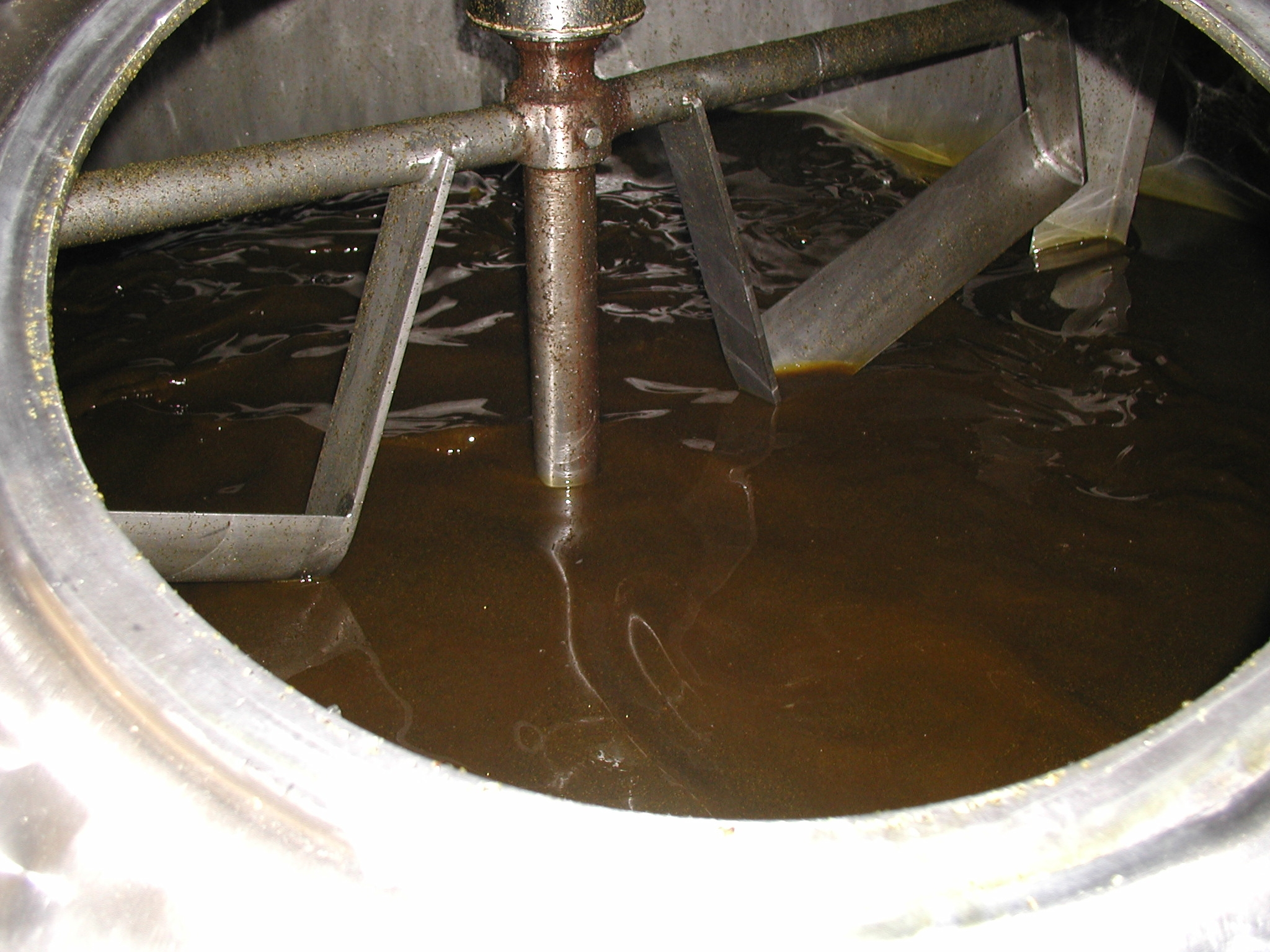
Trubölrührwerk in der dezentralen Ölmühle